# Municipio de Todds Point
El municipio de Todds Point (en inglés: Todds Point Township) es un municipio ubicado en el condado de Shelby en el estado estadounidense de Illinois. En el año 2010 tenía una población de 441 habitantes y una densidad poblacional de 8,69 personas por km².

## Geografía
El municipio de Todds Point se encuentra ubicado en las coordenadas 39°32′37″N 88°45′34″O / 39.54361, -88.75944. Según la Oficina del Censo de los Estados Unidos, el municipio tiene una superficie total de 50.75 km², de la cual 49,31 km² corresponden a tierra firme y (2,83 %) 1,43 km² es agua.

## Demografía
Según el censo de 2010, había 441 personas residiendo en el municipio de Todds Point. La densidad de población era de 8,69 hab./km². De los 441 habitantes, el municipio de Todds Point estaba compuesto por el 98,87 % blancos, el 0,23 % eran asiáticos y el 0,91 % eran de una mezcla de razas. Del total de la población el 0,23 % eran hispanos o latinos de cualquier raza.